# Hniecki
Hniecki (biał. Гнецькі, Hniećki; ros. Гнетьки, Gnietki) – wieś na Białorusi, w obwodzie mińskim, w rejonie stołpeckim, w sielsowiecie Rubieżewicze, nad Sułą.

## Historia
W dwudziestoleciu międzywojennym wieś, folwark i osada leżące w Polsce, w województwie nowogródzkim, w powiecie stołpeckim, w gminie Rubieżewicze. W 1921 wieś liczyła 246 mieszkańców, zamieszkałych w 44 budynkach, wyłącznie Polaków. 235 mieszkańców było wyznania rzymskokatolickiego i 11 prawosławnego. Folwark i osada liczyły łącznie 53 mieszkańców, zamieszkałych w 4 budynkach, w tym 36 Polaków i 17 Białorusinów. 32 mieszkańców było wyznania rzymskokatolickiego i 21 prawosławnego. 
Po II wojnie światowej w granicach Związku Sowieckiego. Od 1991 w niepodległej Białorusi.